# Idaea terpnaria
Idaea terpnaria là một loài bướm đêm trong họ Geometridae.